# 多賀城駅

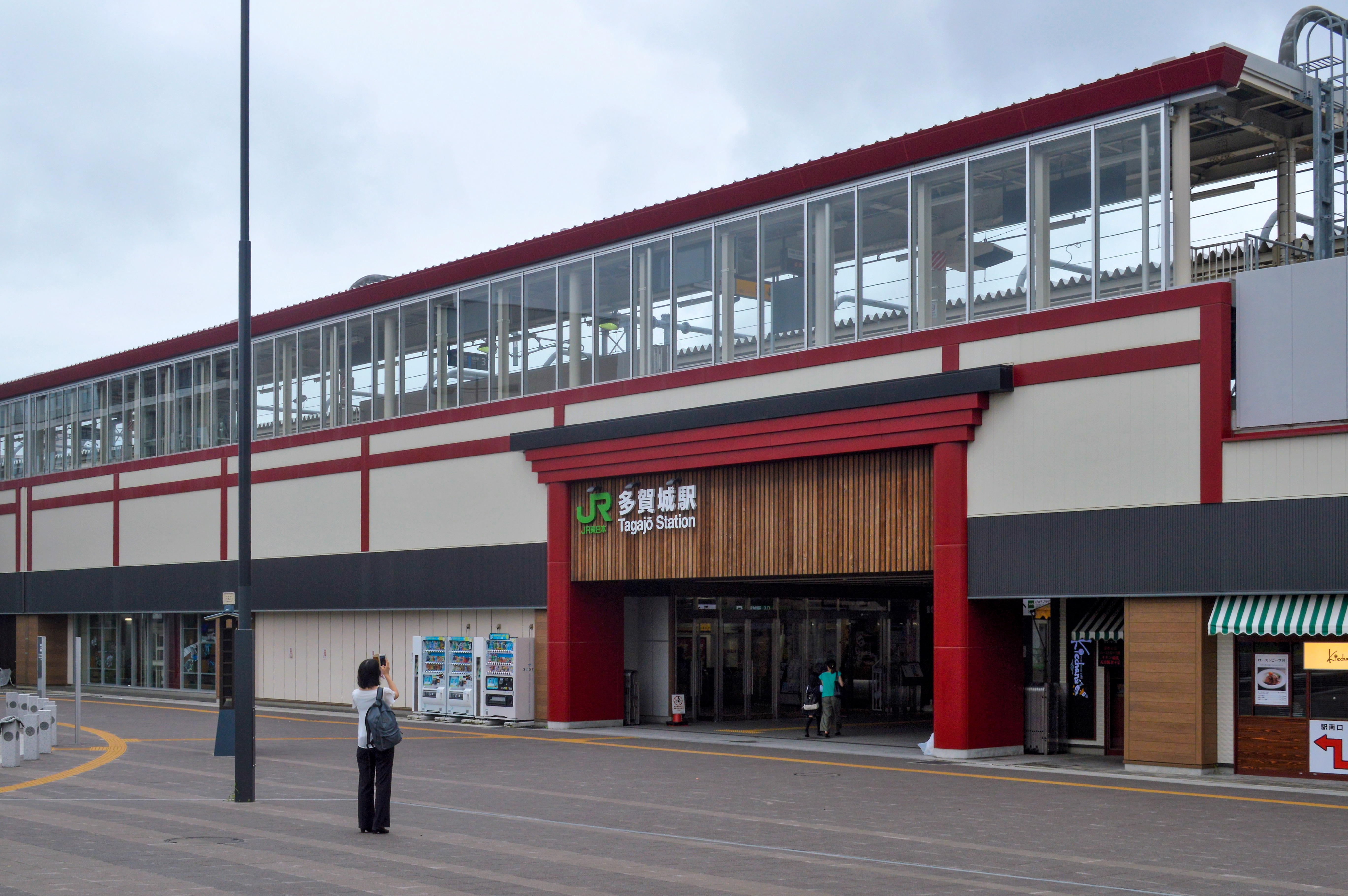
北口（2017年8月）

多賀城駅（たがじょうえき）は、宮城県多賀城市中央2丁目にある、東日本旅客鉄道（JR東日本）仙石線の駅である。

## 歴史
仙石線の前身である宮城電気鉄道は1925年（大正14年）6月5日に仙台駅から西塩釜駅まで路線を開通させた。当駅はこの時に同時に開業したものである。当時、駅前に砂押川を利用した遊園地が設けられたり、また納涼盆踊り大会が開かれたりして賑わったという。宮城電気鉄道は貨物の運搬も行う鉄道で、多賀城駅は貨物取扱駅だった。年によって貨物の取扱量には著しい差があり、当時の多賀城村の社会情勢や経済状況がそのまま駅の貨物量に反映したのだろうと言われる。
1999年度（平成11年度）より多賀城駅とその周辺では、総事業費約128億円の連続立体交差事業、および、総事業費約80億円の土地区画整理事業が施行された。この連続立体交差事業は、中野栄駅 - 多賀城駅 - 下馬駅の区間のうち約1.8キロメートルを高架化するとともに4箇所の踏切を廃止するものであり、2006年（平成18年）5月に安全祈願祭が行われ本格的な工事が始まった。2007年（平成19年）5月20日に下り線が仮設線に切り替えられ、同年12月2日に上り線も仮設線に切り替えられた。これに伴い駅舎から仮設ホームまで仮設通路が設置され、旧来のホームの使用はそれぞれ停止された。
まず上り線が2009年（平成21年）11月29日の始発列車から高架新線に切り替えられた。当初の全面使用開始は2011年（平成23年）の予定であったが、東北地方太平洋沖地震（東日本大震災）の影響で遅れが生じた。下り線の高架線への切替は2012年（平成24年）4月8日に行われたが、この時、下り線は多賀城駅部分において完成時に中線（2番線）となる線路を暫定的に使用した。下り本線となる新3番線および新駅舎は2013年（平成25年）11月17日に完成した。これによって線路の配線は工事前と同様の2面3線となったが、ホームの配置は以前と異なるものとなった。
当駅では元々、一部の列車の折り返しが行われていた。連続立体交差事業の工事期間中は、当駅で列車の折り返しができないため、当駅止まりの下り列車は東塩釜駅まで回送され折り返し東塩釜始発の上り列車に、東塩釜止まりの下り列車は当駅まで回送されて始発の上り列車になる車両運用となった。こうした運用は高架化完了後の2014年（平成26年）3月14日まで続けられ、翌日のダイヤ改正から2番線を使った列車の折り返しが再び行われるようになった。

### 年表
- 1925年（大正14年）6月5日：宮城電気鉄道の駅として開業[3]。
- 1944年（昭和19年）5月1日：宮城電気鉄道の国有化により[3]、国鉄の駅となる。
- 1970年（昭和45年）9月1日：自動券売機を設置[新聞 1]。
- 1971年（昭和46年）10月1日：貨物の取り扱いを廃止[3]。
- 1984年（昭和59年）2月1日：荷物の扱いを廃止[3]。
- 1987年（昭和62年）4月1日：国鉄分割民営化により、東日本旅客鉄道（JR東日本）の駅となる[3]。
- 2003年（平成15年）
  - 1月23日：自動改札の供用を開始。
  - 10月26日：ICカード「Suica」の利用が可能となる[報道 3]。
- 2009年（平成21年）11月29日：始発列車より、上り線が高架線に切替となる[報道 1]。
- 2010年（平成22年）2月14日：エスカレーターの供用を開始[10]。
- 2012年（平成24年）4月8日：始発列車より、下り線が高架線に切替となる（中線部の2番線に発着）[報道 2]。
- 2013年（平成25年）11月17日：新しい駅舎と新3番線および周辺の線路高架化工事が完成し、始発より供用を開始[9]。
- 2014年（平成26年）
  - 3月15日：当駅止まり・始発の列車がこの日のダイヤ改正より2番線からの発着に変更（当駅～東塩釜の回送運転がなくなり、地上駅時代の番線利用に戻る）。
  - 12月20日：駅構内（高架下改札外）に商業施設『Ekito.Tagajo』（エキト多賀城）がオープン[11][新聞 2]。
- 2018年（平成30年）6月1日：塩釜駅の業務委託化に伴い、西塩釜駅 - 陸前浜田駅間の管理業務が当駅に移管される。
- 2019年（令和元年）12月28日：びゅうプラザの営業を終了[12]。末期はびゅうトラベルサービスが運営していた。
- 2021年（令和3年）12月1日：松島海岸駅業務委託化に伴い、松島海岸駅 - 陸前富山間の管理業務が当駅に移管される。
- 2024年（令和6年）10月1日：えきねっとQチケのサービスを開始[1][報道 4]。

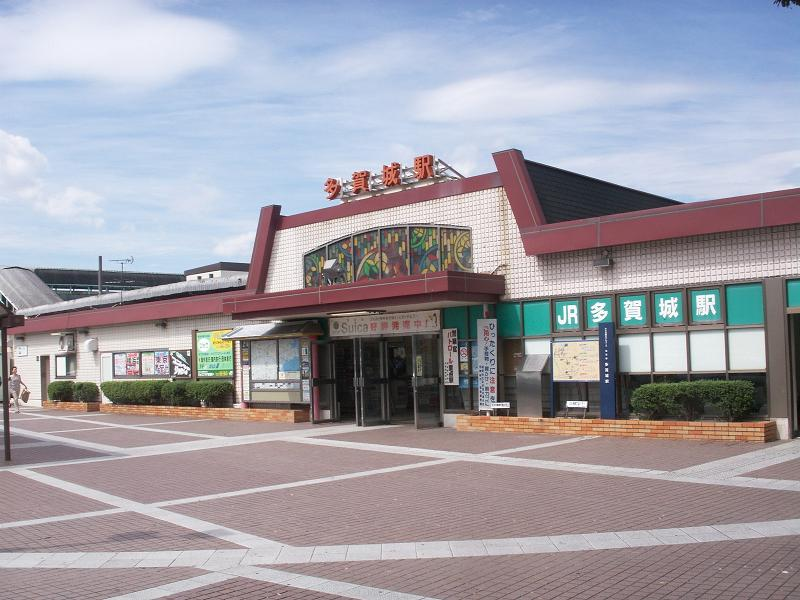
高架化前の多賀城駅（現在の南口）（2007年6月）

## 駅構造
島式ホーム1面2線（1・2番線）と単式ホーム1面1線（3番線）、計2面3線のホームを持つ高架駅である。構内配線は、外側の上下本線の間に1本の待避線を挟む、いわゆる国鉄式である。
仙台統括センターの直営駅（駅長・副長配置）で、管理駅として仙石線の陸前高砂駅 - 陸前富山駅の各駅を管理している。
みどりの窓口、自動券売機、多機能券売機、指定席券売機、自動改札機（Suica、えきねっとQチケ対応）、自動精算機が設置されている。新駅舎移転に合わせて、改札・みどりの窓口が一体化された。以前はびゅうプラザもこの場所にあった。
入居施設は、多賀城市観光協会が運営する「史都多賀城駅観光案内所」のほか、商業施設として改札内にコンビニエンスストア「NewDays」、改札外に商業施設「tekuteたがじょう」（旧・「Ekito.Tagajo」（エキト多賀城））飲食店「たんや善治郎多賀城駅店」、ベーカリーカフェ「ドンクエディテ」（東北初出店）、野菜・惣菜「花京院市場 多賀城駅店」）がある。

### のりば
| 番線 | 路線    | 方向 | 行先                       |
| ---- | ------- | ---- | -------------------------- |
| 1・2 | ■仙石線 | 上り | 仙台・あおば通方面         |
| 3    | ■仙石線 | 下り | 本塩釜・松島海岸・石巻方面 |

- 2番線は当駅始発上り列車が使用する。

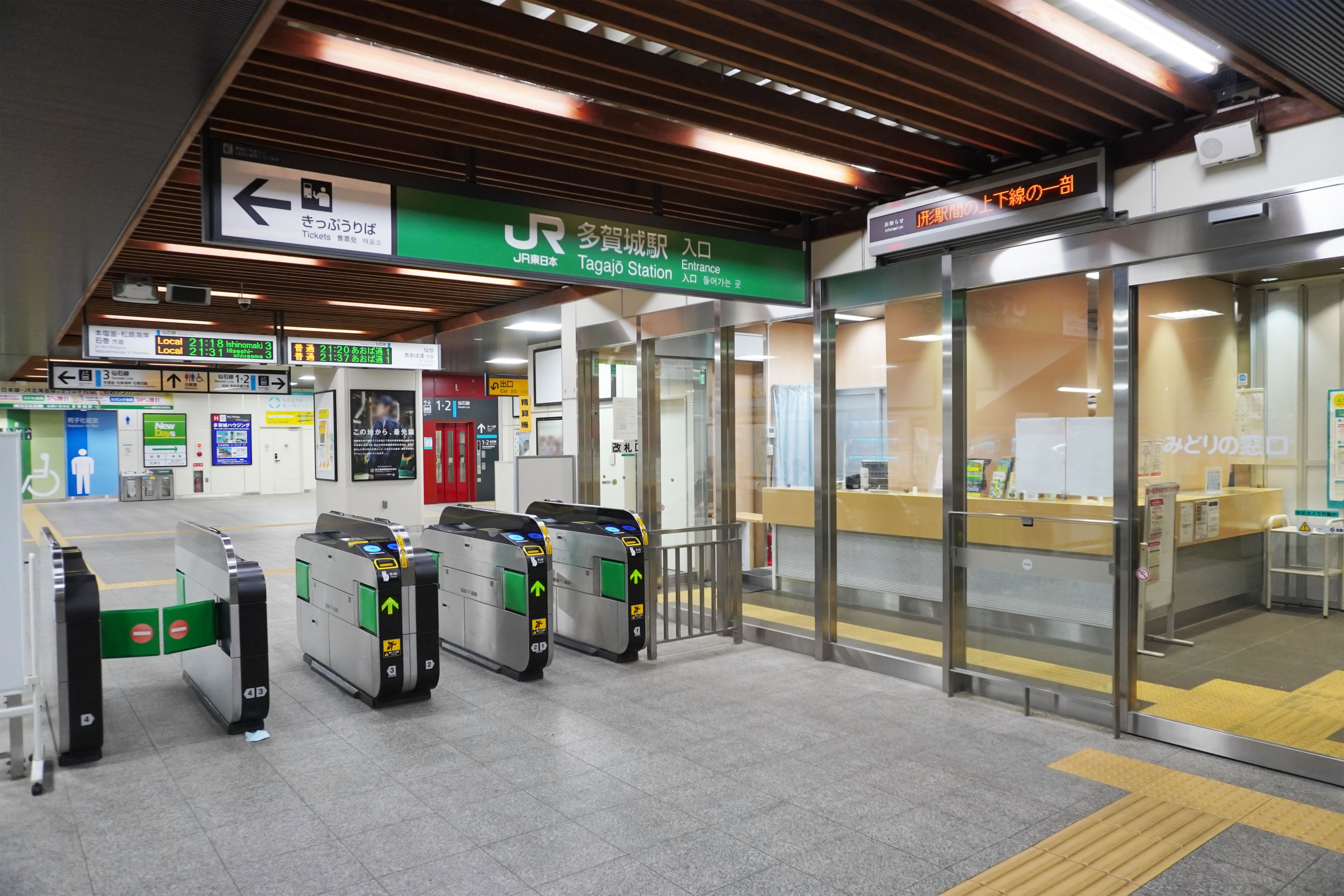
改札口（2023年8月）
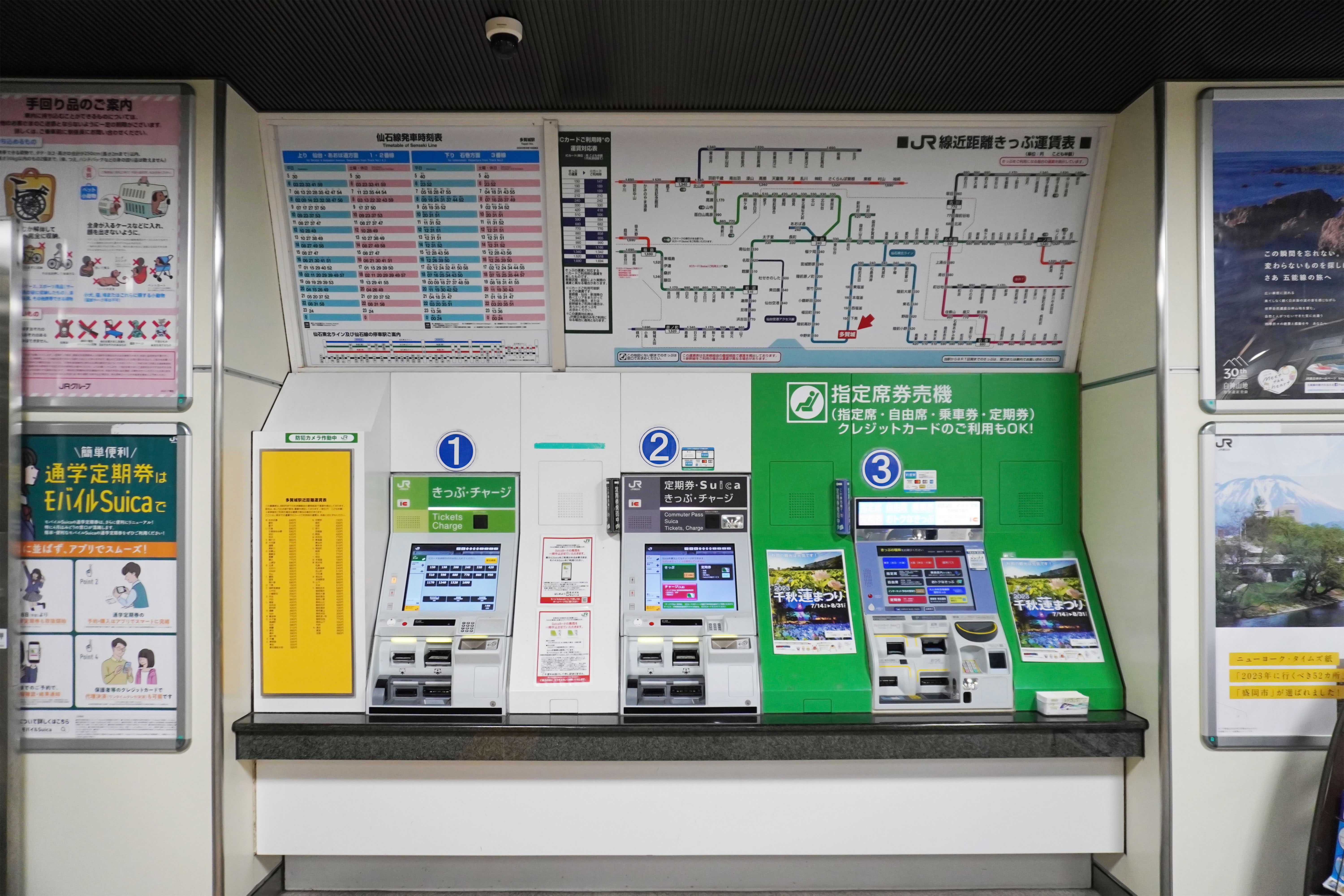
自動券売機（2023年8月）
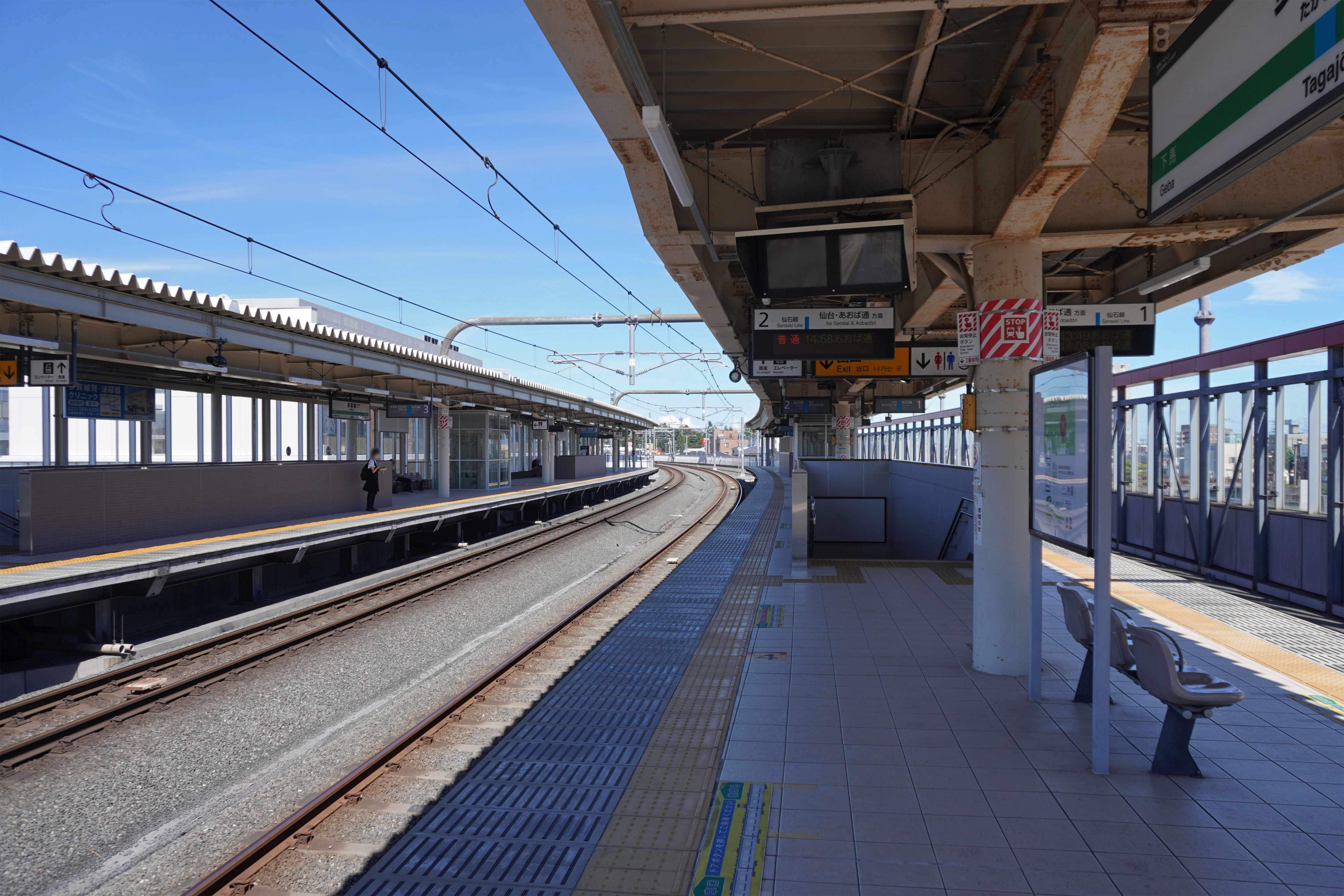
ホーム（2023年8月）
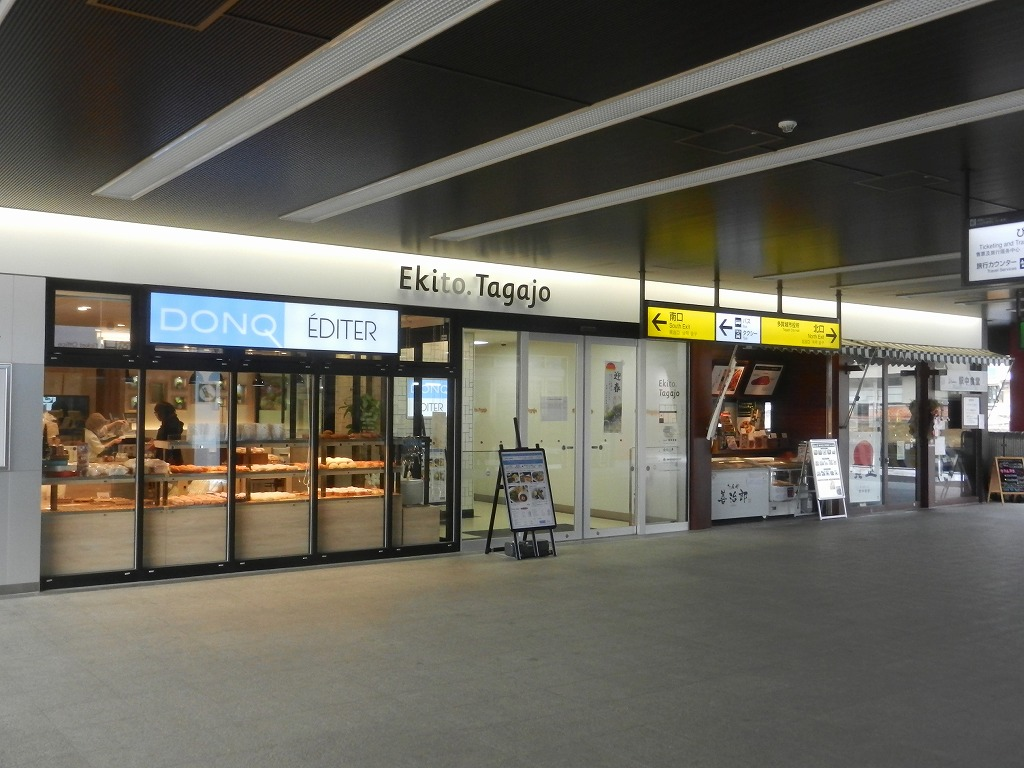
商業施設「Ekito.Tagajo」（2015年1月）

## 利用状況
JR東日本によると、2023年度（令和5年度）の1日平均乗車人員は5,595人である。
2000年度（平成12年度）以降の推移は以下のとおりである。
| 1日平均乗車人員推移 | 1日平均乗車人員推移 | 1日平均乗車人員推移 | 1日平均乗車人員推移 | 1日平均乗車人員推移    |
| 年度                | 定期外              | 定期                | 合計                | 出典                   |
| ------------------- | ------------------- | ------------------- | ------------------- | ---------------------- |
| 2000年（平成12年）  | 2,914               | 5,049               | 7,963               | [ JR 2 ] [ 多賀城 1 ]  |
| 2001年（平成13年）  | 2,861               | 5,003               | 7,864               | [ JR 3 ] [ 多賀城 1 ]  |
| 2002年（平成14年）  | 2,659               | 4,818               | 7,477               | [ JR 4 ] [ 多賀城 1 ]  |
| 2003年（平成15年）  | 2,486               | 4,778               | 7,264               | [ JR 5 ] [ 多賀城 1 ]  |
| 2004年（平成16年）  | 2,440               | 4,722               | 7,162               | [ JR 6 ] [ 多賀城 1 ]  |
| 2005年（平成17年）  |                     |                     | 7,195               | [ JR 7 ] [ 多賀城 1 ]  |
| 2006年（平成18年）  |                     |                     | 7,126               | [ JR 8 ] [ 多賀城 1 ]  |
| 2007年（平成19年）  |                     |                     | 7,116               | [ JR 9 ] [ 多賀城 1 ]  |
| 2008年（平成20年）  |                     |                     | 7,061               | [ JR 10 ] [ 多賀城 1 ] |
| 2009年（平成21年）  |                     |                     | 6,781               | [ JR 11 ] [ 多賀城 1 ] |
| 2010年（平成22年）  |                     |                     | 6,389               | [ JR 12 ] [ 多賀城 1 ] |
| 2011年（平成23年）  | 非公表              | 非公表              | 非公表              | [ 多賀城 2 ]           |
| 2012年（平成24年）  | 2,032               | 4,014               | 6,046               | [ JR 13 ] [ 多賀城 2 ] |
| 2013年（平成25年）  | 2,080               | 4,255               | 6,335               | [ JR 14 ] [ 多賀城 2 ] |
| 2014年（平成24年）  | 2,143               | 4,259               | 6,402               | [ JR 15 ] [ 多賀城 2 ] |
| 2015年（平成27年）  | 2,250               | 4,457               | 6,708               | [ JR 16 ] [ 多賀城 2 ] |
| 2016年（平成28年）  | 2,465               | 4,580               | 7,045               | [ JR 17 ] [ 多賀城 2 ] |
| 2017年（平成29年）  | 2,538               | 4,600               | 7,139               | [ JR 18 ] [ 多賀城 2 ] |
| 2018年（平成30年）  | 2,562               | 4,639               | 7,201               | [ JR 19 ] [ 多賀城 3 ] |
| 2019年（令和元年）  | 2,477               | 4,633               | 7,110               | [ JR 20 ] [ 多賀城 3 ] |
| 2020年（令和02年）  | 1,460               | 3,432               | 4,892               | [ JR 21 ] [ 多賀城 3 ] |
| 2021年（令和03年）  | 1,667               | 3,622               | 5,290               | [ JR 22 ] [ 多賀城 3 ] |
| 2022年（令和04年）  | 1,917               | 3,940               | 5,857               | [ JR 23 ] [ 多賀城 3 ] |
| 2023年（令和05年）  | 2,007               | 3,588               | 5,595               | [ JR 1 ]               |

## 駅周辺
南口
- 砂押川
- 国道45号
- ホテルルートイン多賀城駅東
- 塩釜警察署多賀城交番
- 仙台港フェリーターミナル：自動車で10分[18]。
- 仙塩総合病院
- ザ・ビッグ多賀城鶴ヶ谷店

北口
- 多賀城市役所
  - 多賀城郵便局[19]
- 多賀城駅北ビル A棟
  - 多賀城市立図書館
  - 蔦屋書店多賀城市立図書館
    - スターバックス コーヒー 蔦屋書店 多賀城市立図書館店
- 多賀城市民会館・文化センター
- 仙台農業協同組合多賀城支店
- みやぎ生協多賀城店

## バス路線
「多賀城駅前」停留所にて、以下の路線バスが発着する。
- ミヤコーバス
  - 汐見台線：菖蒲田
  - 荒井多賀城線：荒井駅
- ユーアイバス（ミヤコーバス受託運行）
  - 多賀城東部線：国府多賀城駅／汐見台中央
- 多賀城西部線（仙塩交通受託運行）：岩切駅前方面（循環）
- 七ヶ浜町民バス「ぐるりんこ」（ジャパン交通受託運行）
  - 朝夕便：花渕
  - 日中便：七ヶ浜国際村

## 隣の駅
東日本旅客鉄道（JR東日本）
■仙石線
中野栄駅 - 多賀城駅 - 下馬駅

### 記事本文